# Utah Valley Youth Symphony Orchestra
Utah Valley Youth Symphony Orchestra – amerykańska orkiestra symfoniczna, działająca w mieście Provo w stanie Utah, w USA.
Orkiestra powstała w 1959. Dyrektorem jest Cheung Chau. Jest zespołem przygotowującym młodych artystów do zawodowej kariery muzycznej. Zespół występował m.in. w Nowym Jorku (Carnegie Hall), Los Angeles, Lizbonie, Londynie, Wiedniu, Rio de Janeiro, Meksyku oraz Poznaniu (20 czerwca 2014). Uatrakcyjnia też amerykański program telewizyjny Hour of Power.